# VARIG-Flug 820
Am 11. Juli 1973 brach ein Feuer an Bord einer Boeing 707 aus, die sich auf dem VARIG-Flug 820 von Rio de Janeiro nach Paris befand. Der Besatzung gelang es, die Maschine nahe dem Flughafen Paris-Orly auf einem Feld notzulanden. Obwohl der Rumpf des Flugzeugs bei der Außenlandung nur gering beschädigt wurde, starben bei dem Unglück 123 Insassen, von denen – mit Ausnahme eines Besatzungsmitglieds – alle durch Brandgase erstickten.

## Unfallhergang

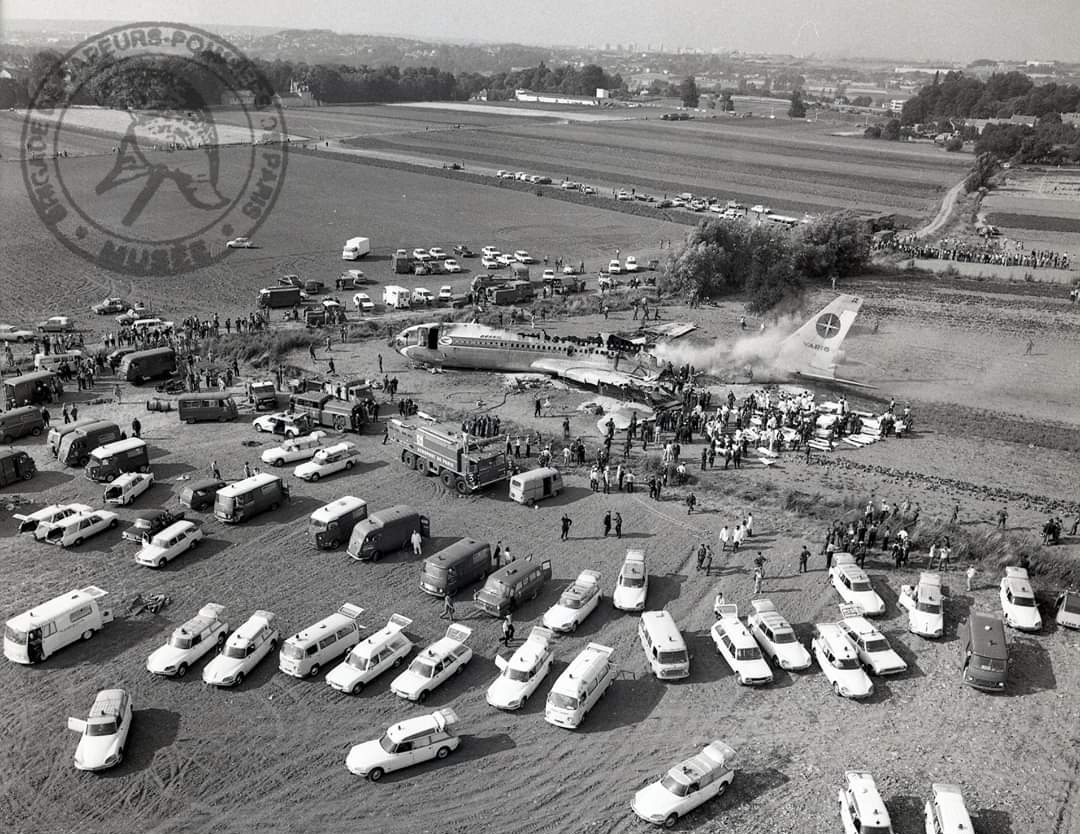
Das Flugzeug nach der Notlandung

Die Boeing 707 der VARIG befand sich auf einem transatlantischen Linienflug von Rio de Janeiro über Paris nach London. Aufgrund der langen Flugdauer waren der Maschine zwei Besatzungen zugeteilt worden. Zum Zeitpunkt des Zwischenfalls war Flugkapitän Gilberto Araujo da Silva der verantwortliche Pilot an Bord.
Etwa 30 Minuten vor der geplanten Ankunft in Paris-Orly teilte ein Flugbegleiter den Piloten mit, dass Rauch aus einer der hinteren Toilettenkabinen drang. Die Maschine befand sich zu diesem Zeitpunkt circa 41 Kilometer (22 NM) südwestlich des Zielflughafens. Die Piloten informierten unmittelbar darauf um 14:58 Uhr Ortszeit (13:58 GMT) die Pariser Flugsicherung über „Probleme mit Feuer an Bord“ und baten um die sofortige Freigabe für einen Notsinkflug. Der Lotse erteilte die Erlaubnis auf eine Flughöhe von 3000 Fuß zu sinken sowie die Freigabe für einen direkten Anflug auf die Landebahn 07 in Paris-Orly. Während des Sinkflugs führte das Kabinenpersonal eine Brandbekämpfung mit Handfeuerlöschern durch. Aufgrund der starken Rauchentwicklung ließ sich der genaue Brandherd in der Bordtoilette aber nicht lokalisieren, so dass die Löschversuche erfolglos blieben. Die Passagierkabine füllte sich anschließend sehr schnell mit Rauch und Brandgasen. Um handlungsfähig zu bleiben, legten die Flugbegleiter ihre tragbaren Sauerstoffmasken an. Die Atemmasken für die Passagiere wurden nicht ausgelöst.
Rund 15 Kilometer vor dem Flughafen teilte der Purser den Piloten mit, dass sich die Lage an Bord rapide verschlechtere und die Passagiere in Gefahr waren zu ersticken. Gleichzeitig drang Rauch ins Cockpit ein. Um 15:01 Uhr (14:01 GMT) baten die Piloten den Fluglotsen auf 2000 Fuß sinken zu dürfen und setzten danach ihre Masken auf. Der Rauch wurde innerhalb der nächsten Minute so dicht, dass die Bordinstrumente nicht mehr abgelesen werden konnten. Die Besatzung entschied sich für eine sofortige Notlandung. Für die Suche nach einem geeigneten Landeplatz musste sich der Flugkapitän aus dem geöffneten Seitenfenster des Cockpits lehnen.
Um 15:03 Uhr Ortszeit (14:03 GMT), fünf Minuten nach der Entdeckung des Brandes, landete die Boeing 707 fünf Kilometer westlich des Flughafens Orly, nahe der Ortschaft Saulx-les-Chartreux, auf einem Zwiebelfeld, das gerade abgeerntet wurde. Beim Aufsetzen brachen die drei Fahrwerke. Die vier Triebwerke sowie die Spitze der linken Tragfläche wurden abgerissen, als das Flugzeug über den Boden rutschte. Der Rumpf wies dagegen kaum Beschädigungen auf. Die beiden Piloten sowie acht weitere Besatzungsmitglieder, die sich alle im vorderen Bereich der Kabine oder im Cockpit aufhielten, überstanden das Unglück nahezu unverletzt. Der diensthabende Flugingenieur, der nicht angeschnallt war, starb beim Aufprall.
Aufgrund des dichten Rauches war es den Überlebenden sowie herbeigeeilten Landwirten nicht möglich, weitere Personen aus der Maschine zu retten. Sechs Minuten nach der Landung trafen die ersten Rettungskräfte am Unfallort ein. Sie fanden einen bewusstlosen 19-jährigen Passagier, der sich beim Ausbruch des Brandes in den vorderen Kabinenteil geflüchtet hatte. Er war der einzige überlebende Fluggast.

## Unfallursache und Konsequenzen
Die Obduktion der Opfer ergab, dass die Insassen durch das Einatmen von hohen Konzentrationen an Kohlenmonoxid und anderer Brandgase getötet wurden. Die meisten von ihnen starben vermutlich bereits vor der Landung. Die Entscheidung der Besatzung, den Auswurf der Passagiermasken nicht zu betätigen, wurde von den Ermittlern als richtig angesehen. Das aus den Masken strömende Gemisch aus Sauerstoff und Kabinenluft hätte wahrscheinlich zu einer schnelleren Ausbreitung des Feuers geführt. Zudem hätten die Passagiere über die Kabinenluftanteile im Gemisch weiterhin toxische Gase eingeatmet.
Die Ursache für den Brand in der hinteren rechten Toilette konnte nicht geklärt werden. Die Ermittler gingen von einem Kurzschluss oder einer weggeworfenen Zigarette aus, die den Inhalt des Abfallbehälters unter dem Waschbecken entzündete. Das Feuer griff danach auf andere Einrichtungen über. Der Brand wurde durch die verbauten Materialien begünstigt. Der Abfallbehälter und weitere Bauteile in der Toilette erwiesen sich als nicht feuerfest und genügten damit nicht den Anforderungen.
Die Untersuchungskommission stellte eine Reihe von Empfehlungen auf, die im Anschluss als verbindliche Standards übernommen wurden. Hierzu zählte unter anderem die Einführung eines generellen Rauchverbots in den Bordtoiletten.

## Wissenswertes
Aufgrund seines schnellen Handelns und seiner fliegerischen Leistung erhielt Flugkapitän Gilberto Araujo da Silva mehrere Auszeichnungen und wurde in den brasilianischen und französischen Medien als Held gefeiert. Fünfeinhalb Jahre später war Gilberto Araujo da Silva dem VARIG-Flug 967 zugeteilt, der am 30. Januar 1979 über dem Pazifik spurlos verschwand. Er galt zunächst als vermisst und wurde sechs Monate später offiziell für tot erklärt.
Prominente Opfer des Unglücks auf Flug 820 waren der brasilianische Musiker Agostinho dos Santos und der brasilianische Senatspräsident Filinto Müller, der dadurch an seinem 73. Geburtstag verstarb.